# Брава (вулкан)
Брава (порт. Brava) — вулкан, розташований на однойменному острові у Кабо-Верде.
Є стратовулканом, що височіє над островом на висоту більше 900 метрів. Складається приблизно з 15 кратерів і декількох шлакових конусів, розташованих уздовж 2-3 лінеаментів. Вулканічна активність була в сучасний період і зараз вулкан належить до типу сплячих вулканів, тому вулкан час від часу дає про себе знати у вигляді незначних землетрусів в останні роки. На острові можна зустріти карбонатні лави. Морфологічний аналіз ґрунтів показує, що виверження були плініанського характеру. Склад лав був переважно з фонолітів. До складу деяких порід шлакових конусів входить базаніт. На острові Брава вища сейсмічність, ніж на сусідньому острові Фогу. На це показує високий рівень магми, що підходить до поверхні невеликого водоймища, розташованого на острові, але зафіксованих історичних даних про виверження вулкана немає.